# Rio Camaquã
Rio Camaquã är ett vattendrag i Brasilien.   Det ligger i delstaten Rio Grande do Sul, i den södra delen av landet, 1 800 km söder om huvudstaden Brasília.